# Malé Vozokany
Malé Vozokany (Hongaars: Kisvezekény) is een Slowaakse gemeente in de regio Nitra, en maakt deel uit van het district Zlaté Moravce.
Malé Vozokany telt 309 inwoners.